# Sant Feliu (Canovelles)

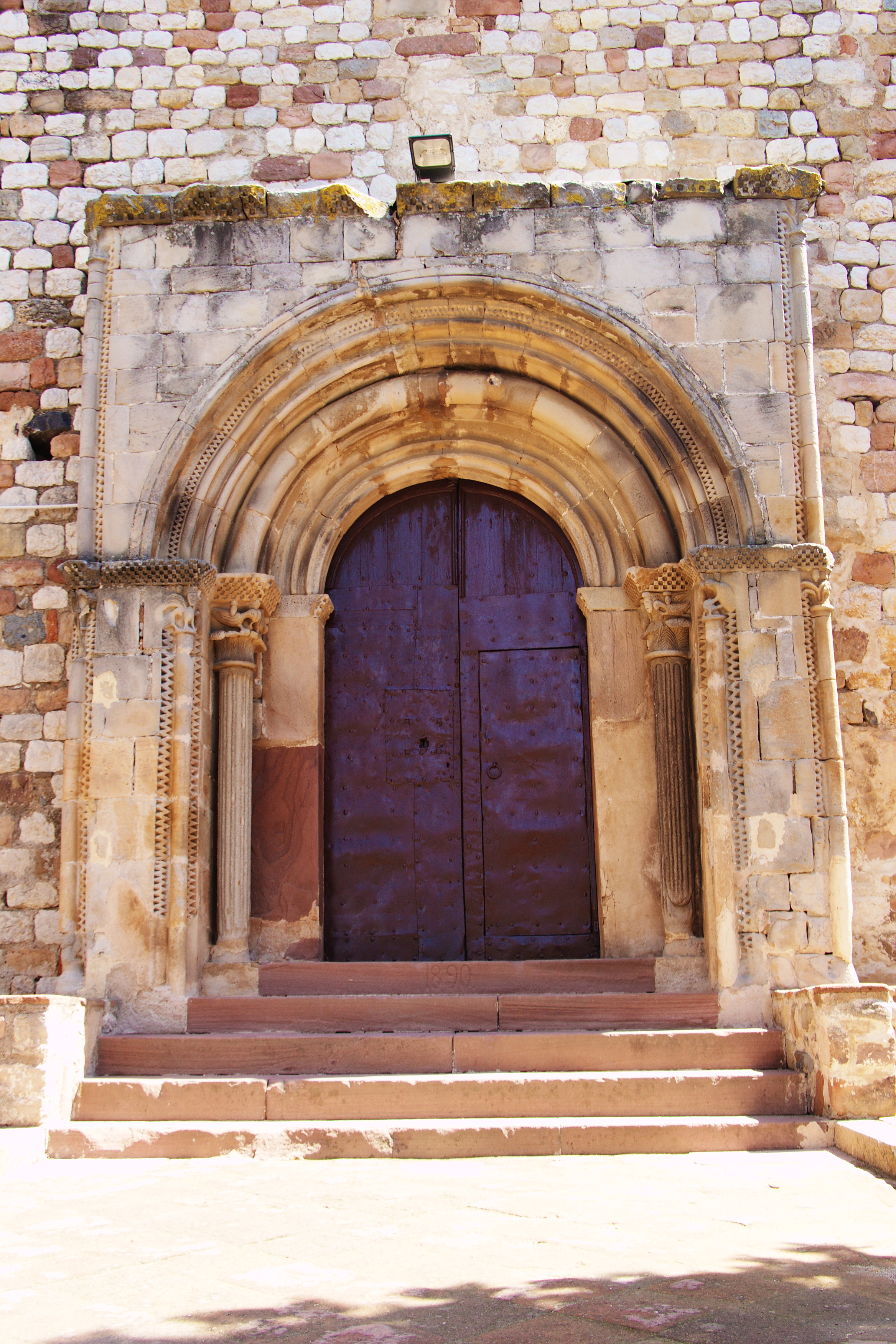
Portal der Kirche

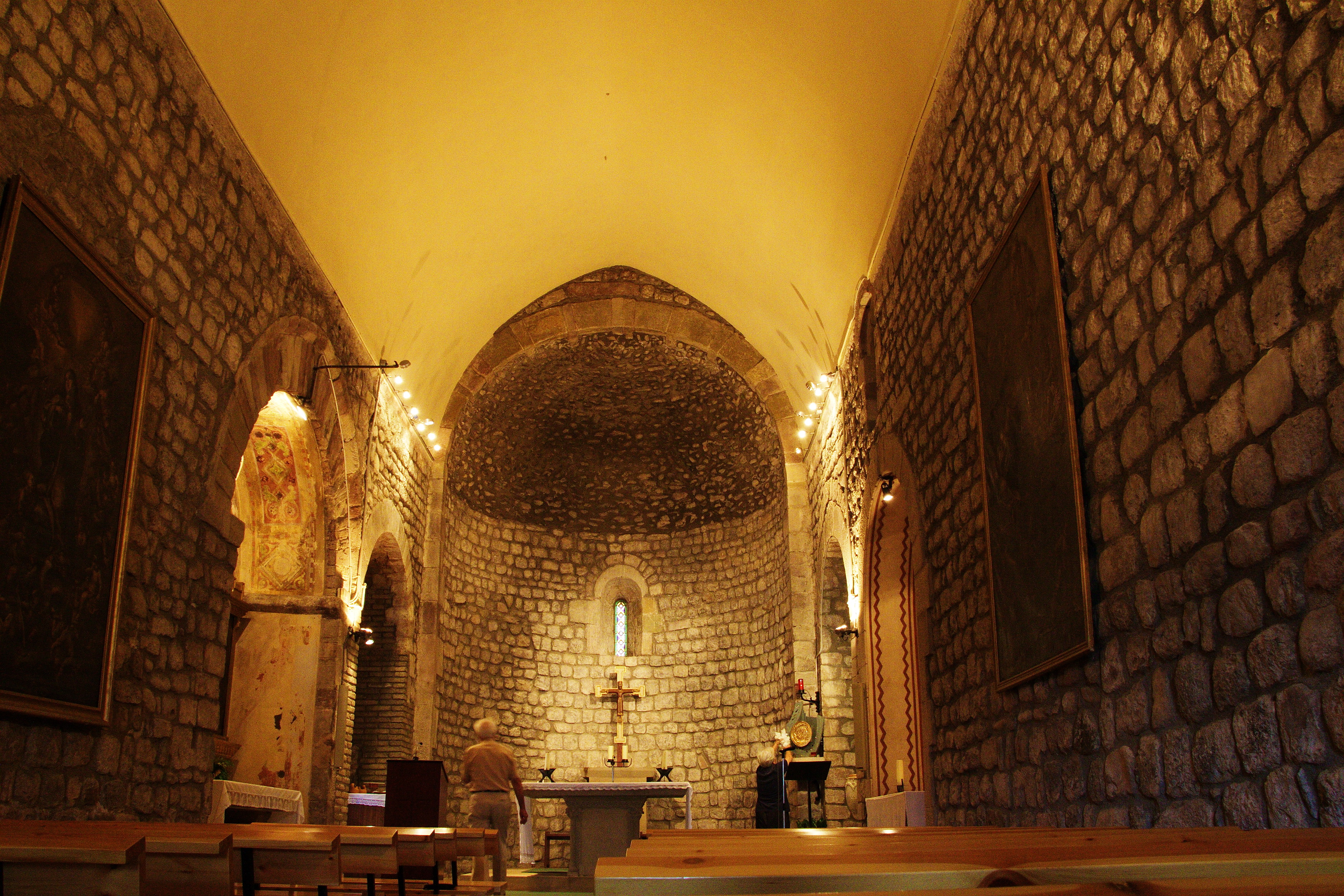
Innenansicht

Sant Feliu ist eine römisch-katholische Kirche in Canovelles, einer spanischen Gemeinde in der Comarca Vallès Oriental der Region Katalonien, die im 11. Jahrhundert errichtet wurde. Die romanische Kirche wurde zum Baudenkmal (Bien de Interés Cultural) erklärt.

## Beschreibung
Die Kirche, die 1072 erstmals in einer Urkunde erwähnt wird, besteht aus einem Schiff und einem halbrunden Chor. Die zwei Apsiden wurden im 16. Jahrhundert entfernt. Auf dem Giebel der Portalfassade erhebt sich der später hinzugefügte offene Glockenturm (Espadaña). Bemerkenswert ist das rundbogige Portal, dessen schlichte Archivolten auf Säulen mit skulptierten Kapitellen ruhen, die Vögel und Fabelwesen darstellen.